# Jann George
Jann-Christopher George (Neurenberg, 31 juli 1992) is een Duits-Amerikaans voetballer die sinds 2015 bij SSV Jahn Regensburg speelt.

## Carrière
George begon op negenjarige leeftijd bij FC Neurenberg in 2002 te spelen, en in 2010 ging hij bij FC Neurenberg II spelen. In 2012 ging hij voor een jaar bij TSV Munchen 1860 spelen, en vanaf 2013 speelde hij bij SpVgg Greuter Furth. In 2015 maakte George een overstap naar zijn huidige club, SSV Jahn Regensburg.